# Zivilverteidigungsbuch

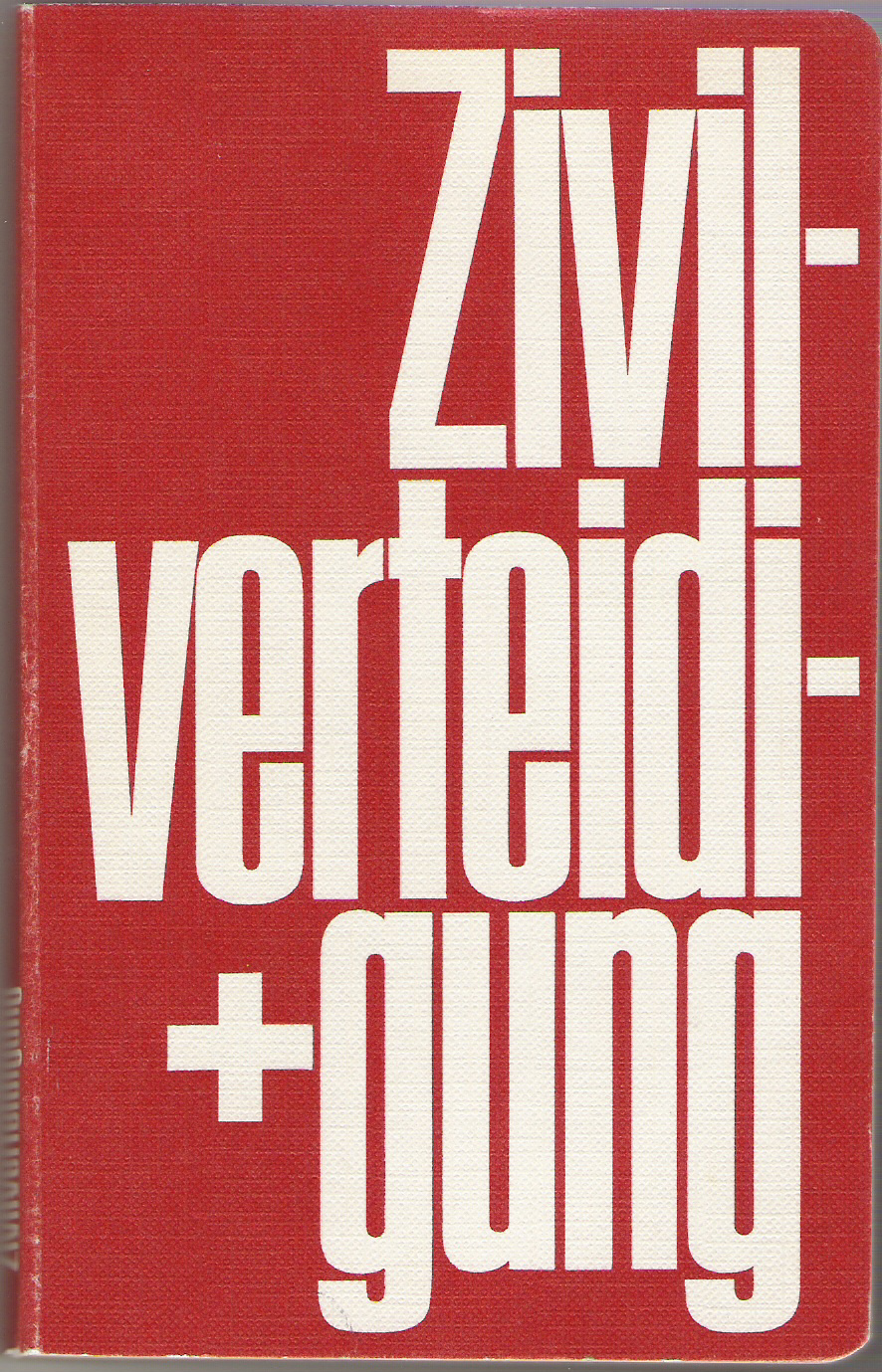
Zivilverteidigungsbuch, Ausgabe 1969

Das Zivilverteidigungsbuch war ein vom Schweizer Bundesrat im Rahmen der Geistigen Landesverteidigung herausgegebener Ratgeber über den zivilen Schutz des Landes, um die Widerstandskraft des Volkes zu stärken und die Unabhängigkeit der Schweiz zu sichern. Das Buch wurde im September 1969 vom Eidgenössischen Justiz- und Polizeidepartement im Auftrag des Bundesrates gratis an alle Haushaltungen der Schweiz abgegeben.

## Zweck
Das Zivilverteidigungsbuch wurde Anfang der sechziger Jahre als Aufklärungsbeitrag der Bundesbehörden gegen die Gefahren der Atomwaffe geplant, entwickelte sich dann aber zu einem umfassenden Ratgeber über die zivile Landesverteidigung. Sein Zweck – gemäss Begleitbrief – war, der Bevölkerung aufzuzeigen, was für Vorkehrungen der Private, die Familie, zu ihrem Schutz und als Beitrag zur Zivilverteidigung treffen können und rechtzeitig ins Auge fassen sollten, damit wir, wenn doch einmal ein Notfall eintreten sollte, bereit und gerüstet sind und wissen, wie wir uns verhalten sollen. Das Buch sollte zusammen mit dem allen Wehrmännern abgegebenen Soldatenbuch helfen, die Unabhängigkeit der Schweiz zu sichern.

## Inhalt

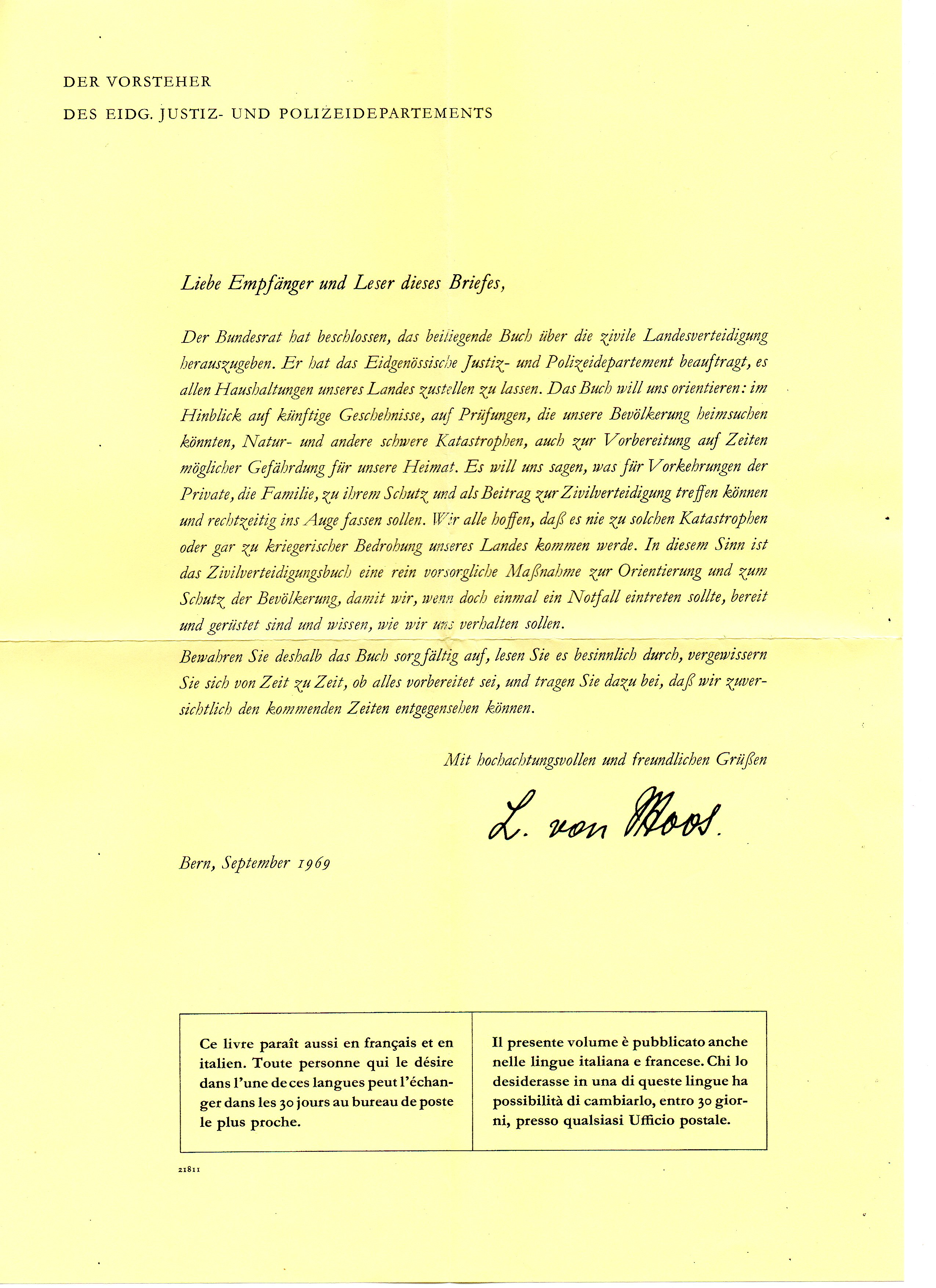
Eidgenössisches Justiz- und Polizeidepartement: Ludwig von Moos

Das Geleitwort schrieb der damalige Vorsteher des Eidgenössischen Justiz- und Polizeidepartementes, Ludwig von Moos.
Das Buch ist in die chronologischen Hauptkapitel Friede, Kriegsgefahr, Krieg, Die zweite Form des Krieges, Widerstand unterteilt. Ihnen schliessen sich Merkblätter an.
Das Kapitel Friede geht vom schweizerischen Leitbild verteidigungswürdiger Werte wie der Freiheit in der Gemeinschaft, dem friedlichen Staat, der Gewissensfreiheit aus. Breiter Raum wird der Vorsorge für den Kriegsfall gewidmet: Verteidigungsbereitschaft, Vorratshaltung, Organisation des Zivilschutzes, Warndienst, Schutzmassnahmen gegen Atom-, biologische und chemische Waffen, Obdachlosenhilfe, Brandbekämpfung, Sanitätsdienst und Geistige Landesverteidigung.
Die Massnahmen bei Kriegsgefahr werden detailliert beschrieben: Treibstoff- und Lebensmittelkontingentierung, kombinierte Zivilschutzübungen, Wehrbereitschaft, Teil- und Kriegsmobilmachung, Lebensmittelsperre, Requisitionswesen, Sabotage und Spionage, Todesstrafe, Rationierung, Strahlenschutz, Internierte und Flüchtlinge  usw.
Im Kapitel Krieg wird auf Bombardierungen, Armee- und Zivilschutzeinsätze, Irreführende Meldungen und den Ortskampf eingegangen.
Als Die zweite Form des Krieges werden getarnte Kriegsmassnahmen des Gegners mit dem Ziel einer inneren Umwälzung oder eines revolutionären Krieges bezeichnet: Verräterische Parteien, Defaitismus und Pazifismus, Sympathie- und Einschüchterungspropaganda, Wirtschaftskrieg,  Revolutionärer Kampfapparat, Ablauf eines revolutionären Krieges, Zermürbung und Subversion, Desorganisation des politischen Lebens, Terror, aussenpolitischer Druck, Staatsstreich.
Das Kapitel Widerstand zeichnet ein Konzept des zivilen Widerstandes nach einer militärischen Niederlage auf: Widerstandsrecht, Besetzung, Passiver Widerstand, Völkerrecht, Repressalien, Propaganda und geistige Landesverteidigung, Befreiungskampf im Untergrund und Offener Befreiungskampf.

## Politische Reaktionen
Als das Zivilverteidigungsbuch 1969 erschien, hatte die Bevölkerung den Einmarsch der Truppen der Warschauer Pakt-Staaten im August 1968, der dem Prager Frühling ein Ende setzte, noch in lebhafter Erinnerung. Man befürchtete damals, dass sowjetische Truppen via das neutrale Österreich in die Schweiz einmarschieren könnten. Die Bedrohungsszenarien im Zivilverteidigungsbuch galten in diesem Zusammenhang als durchaus realistisch.
Verschiedene Kreise kritisierten das Zivilverteidigungsbuch heftig, da es Gruppen wie Gewerkschafter, Intellektuelle, Italiener und selbst Schachspieler als potentielle Verräter darstelle. Beim Schweizerischen Schriftsteller-Verein (SSV) kam es 1970 zur Sezession der Gruppe Olten, weil der SSV-Präsident, Maurice Zermatten, die französische Übersetzung des Zivilverteidigungsbuches besorgt hatte. Ihrer Ansicht nach hatte das Buch eine antikommunistische Tendenz, wodurch alle linken Intellektuellen zu Landesverrätern gestempelt würden.
Aufgrund der scharfen linken Kritik an dem Buch nahm die offizielle Schweiz Abschied von der Geistigen Landesverteidigung.

## Historische Aufarbeitung
Die Öffnung der Archive in Ost und West ermöglicht erstmals eine historische Beurteilung des Zivilverteidigungsbuches als Gegenmassnahme des Bundesrates zur Abwehr der Ostspionage. In Bezug auf die Realitätsnähe der verschiedenen Bedrohungsszenarien im Zivilverteidigungsbuch vertritt der Publizist Erwin Bischof folgende Ansicht:
Auf Grund des heutigen Wissensstandes und der zahlreich neu zur Verfügung stehenden amtlichen Akten in Berlin und Bern können wir nüchtern feststellen, das alle im „Zivilverteidigungsbuch“ beschriebenen Gefahren und subversiven Aktivitäten des psychologischen Krieges durch die kommunistischen Staaten in der Schweiz des Kalten Krieges reell waren, mit Ausnahme von Staatsstreich und Intervention, die aber in Ost-Berlin, Budapest, Prag und während der Kuba-Krise in aller Deutlichkeit stattgefunden und den Weltfrieden massiv bedroht hatten.

## Verfasser, Experten und Mitarbeiter
Das Buch wurde von Oberst Albert Bachmann und Georges Grosjean verfasst und gestaltet.
Experten und Mitarbeiter waren: Karl Brunner, Guido  Calgari, Arthur Daetwyler, Emanuel Diez, Peter Dürrenmatt, Alfred Ernst, Hansjakob Flückiger, Robert Forrer, Paul Gasser, Fritz Glaus, Ewald Im Hof, Walther Hofer, Paul Huber, Werner Kägi, Peter Keller, Franz Kessler, Walter König, Franz Koenig, Hans-Rudolf Kurz, Hans Leibundgut, Paul Leimbacher, Fritz Marbach, Arnold Muggli, Karl Müller, Richard Ochsner, Els Peyer-von Waldkirch, Fritz Rentsch, Friedrich Salzmann, Eduard Scheidegger, Diether Steinmann, Ernst Wiesmann, Ernst Wüthrich und Maurice Zermatten.
Mitgewirkt haben: das Schweizerische Rote Kreuz, der Schweizerische Bund für Zivilschutz, die Eidgenössische Kommission zur Überwachung der Radioaktivität mit ihrem Alarmausschuss, die vom Bundesrat eingesetzte interdepartementale Kommission für das Zivilverteidigungsbuch unter Leitung von Generalsekretär Armin Riesen.
Die Zeichnungen stammen von den Zürcher Künstlern Willi Bär, Rudolf Levers und die Umschlagsgestaltung von Werner Mühlemann, Bern.

## Internationale Verbreitung

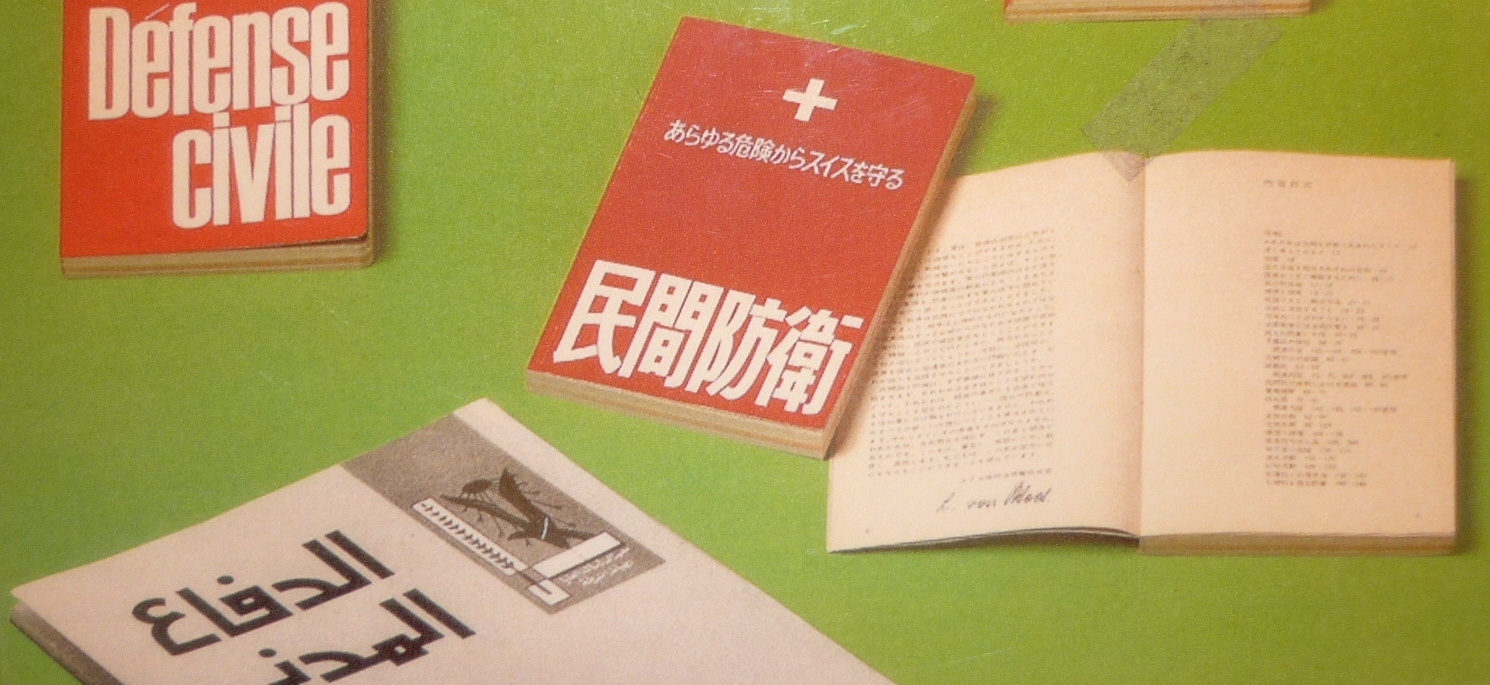
Zivilverteidigungsbuch in ausländischen Ausgaben

Das Zivilverteidigungsbuch stiess in zahlreichen ausländischen Staaten auf Interesse und wurde vollumfänglich oder teilweise in verschiedene Sprachen übersetzt: so erschien es auch in chinesischer, japanischer und arabischer Sprache. Auch das Schweizer Kreuz als Emblem wurde teilweise mitübernommen.

## Originaltext
- Albert Bachmann, Georges Grosjean: Zivilverteidigung, 1969
- Albert Bachmann, Georges Grosjean: Défense civile, 1969
- Albert Bachmann, Georges Grosjean: Difesa civile, 1969